# Seria
Pour les articles homonymes, voir Seria (homonymie).
Seria est une ville dans le district de Belait au Sultanat du Brunei.

## Personnalités
- Craig Adams, un joueur de hockey, est né à Seria.
- Hajah Norsiah binti Haji Abdul Gapar, écrivaine née à Seria en 1952.
- Cornelius Sim, évêque catholique, est né à Seria en 1951 et mort en 2021.